# 1942 في البرازيل
فيما يلي قوائم الأحداث التي وقعت خلال عام 1942 في البرازيل.

## رياضة
- 1 يناير – بطولة باوليستا 1942 الفائز نادي بالميراس.
- 1 يناير – بطولة كاريوكا 1942 الفائز نادي فلامنغو.

## مواليد

### يناير
- 1 يناير – آنا ماريا ماتشادو كاتبة للأطفال برازيلية.
- 1 يناير – ماريا فاليريا ريزيند كاتبة برازيلية.
- 1 يناير – هاري كلاين مجدف برازيلي.
- 1 يناير – ويلسون كارلوس دوس سانتوس
- 12 يناير – والتر دا سيلفا
- 18 يناير – أنتونيو ليما دوس سانتوس لاعب كرة قدم برازيلي.
- 23 يناير – ريلدو دا كوستا مينيزيس لاعب كرة قدم برازيلي.

### فبراير
- 22 فبراير – باولو هنريكي أموريم صحفي برازيلي.

### مارس
- 19 مارس – خوسيه سيرا سياسي برازيلي.
- 21 مارس – بارانا لاعب كرة قدم برازيلي.
- 22 مارس – خورخي بين موسيقي برازيلي.
- 27 مارس – أليكساندر تشان

### أبريل
- 3 أبريل – أديمير دا غويا لاعب كرة قدم برازيلي.
- 20 أبريل – روبرتو فريري سياسي برازيلي.
- 23 أبريل – خورخي أنتونيس

### مايو
- 31 مايو – رينالدو كونراد متسابق يخت برازيلي.

### يونيو
- 18 يونيو – آنا روزا
- 26 يونيو – جيلبرتو جيل

### يوليو
- 12 يوليو – بياتريس ناسيمنتو
- 23 يوليو – إدواردو أرواخو مغني برازيلي.

### أغسطس
- 7 أغسطس – كايتانو فيلوسو
- 12 أغسطس – كلارا نونيز مغنية برازيلية.
- 23 أغسطس – سوزانا فييرا ممثلة برازيلية.

### سبتمبر
- 28 سبتمبر – تيم مايا مغني برازيلي.

### أكتوبر
- 26 أكتوبر – ميلتون ناسيمانتو

### ديسمبر
- 16 ديسمبر – لويس ألفارو دي أوليفيرا ريبيرو رجل أعمال برازيلي.
- 20 ديسمبر – سيلفيو دي آبرو ممثل برازيلي.
- 24 ديسمبر – ايمانويل أرواخو كاتب برازيلي.

## وفيات

### فبراير
- 13 فبراير – إبيتاسيو بيسوا (مواليد 1865)